# Canoagem nos Jogos Europeus de 2015 - K-1 500 m feminino
A categoria K-1 500 metros feminino foi um dos eventos da canoagem nos Jogos Europeus de 2015. Foi disputada nos dias 14 a 16 de junho, no Kur Sport and Rowing Centre, em Mingachevir, no Azerbaijão.

## Calendário
Horário de verão do Azerbaijão (UTC+5).
| Data        | Horário | Fase          |
| ----------- | ------- | ------------- |
| 14 de junho | 13:00   | Eliminatórias |
| 14 de junho | 15:30   | Semifinal     |
| 16 de junho | 11:06   | Final         |

## Medalhistas
| Ouro   | HUN Danuta Kozák        |
| Prata  | AUT Yvonne Schuring     |
| Bronze | POL Ewelina Wojnarowska |

## Resultados

### Eliminatórias
Os melhores em cada bateria se classificaram diretamente para a final A.  Os seis barcos restantes em cada bateria avançam para a semifinal.
Bateria 1
| Pos. | Canoísta                | Nacionalidade | Tempo    | Notas |
| ---- | ----------------------- | ------------- | -------- | ----- |
| 1    | Ewelina Wojnarowska     | POL Polônia   | 1:50.851 | FA    |
| 2    | Yvonne Schuring         | AUT Áustria   | 1:52.018 | SF    |
| 3    | Špela Ponomarenko Janić | SLO Eslovênia | 1:53.438 | SF    |
| 4    | Irene Burgo             | ITA Itália    | 1:53.674 | SF    |
| 5    | Svitlana Rymkevych      | UKR Ucrânia   | 1:54.723 | SF    |
| 6    | Jennifer Egan           | IRL Irlanda   | 1:55.468 | SF    |
| 7    | Lasma Liepa             | TUR Turquia   | 1:56.486 | SF    |
| 8    | Oona Vasko              | FIN Finlândia | 1:56.503 |       |
| 9    | Vlada Kosytska          | GEO Geórgia   | 2:08.336 |       |

Bateria 2
| Pos. | Canoísta               | Nacionalidade     | Tempo    | Notas |
| ---- | ---------------------- | ----------------- | -------- | ----- |
| 1    | Volha Khudzenka        | BLR Bielorrússia  | 1:50.399 | FA    |
| 2    | Inna Osypenko-Radomska | AZE Azerbaijão    | 1:51.221 | SF    |
| 3    | Teresa Portela         | POR Portugal      | 1:53.169 | SF    |
| 4    | Verena Hantl           | GER Alemanha      | 1:53.788 | SF    |
| 5    | Kira Stepanova         | RUS Rússia        | 1:53.855 | SF    |
| 6    | Eef Haaze              | NED Países Baixos | 1:55.524 | SF    |
| 7    | Brigita Bakić          | CRO Croácia       | 2:02.021 | SF    |
| 8    | Madara Aldiņa          | LAT Letônia       | 2:02.771 |       |
| 9    | Sofia Pipitsouli       | GRE Grécia        | 2:05.547 |       |

Bateria 3
| Pos. | Canoísta          | Nacionalidade    | Tempo    | Notas |
| ---- | ----------------- | ---------------- | -------- | ----- |
| 1    | Danuta Kozák      | HUN Hungria      | 1:50.106 | FA    |
| 2    | Rachel Cawthorn   | GBR Grã-Bretanha | 1:53.226 | SF    |
| 3    | Nikolina Moldovan | SRB Sérvia       | 1:54.999 | SF    |
| 4    | Lize Broekx       | BEL Bélgica      | 1:55.356 | SF    |
| 5    | Sarah Guyot       | FRA França       | 1:55.959 | SF    |
| 6    | Begoña Lazcano    | ESP Espanha      | 1:57.949 | SF    |
| 7    | Berenike Faldum   | BUL Bulgária     | 2:00.063 | SF    |
| 8    | Anelė Šakalytė    | LTU Lituânia     | 2:02.658 |       |
| 9    | Natalia Gulco     | MDA Moldávia     | 2:04.484 |       |

### Semifinal
Os três barcos mais rápidos em cada semifinal avançaram para a final A. Os próximos quatro barcos mais rápidos em cada semifinal, mais o barco mais rápido restante avançaram para a final B.
Semifinal 1
| Pos. | Canoísta          | Nacionalidade | Tempo    | Notas |
| ---- | ----------------- | ------------- | -------- | ----- |
| 1    | Nikolina Moldovan | SRB Sérvia    | 1:47.856 | FA    |
| 2    | Yvonne Schuring   | AUT Áustria   | 1:48.178 | FA    |
| 3    | Teresa Portela    | POR Portugal  | 1:48.896 | FA    |
| 4    | Begoña Lazcano    | ESP Espanha   | 1:50.898 | FB    |
| 5    | Kira Stepanova    | RUS Rússia    | 1:51.476 | FB    |
| 6    | Irene Burgo       | ITA Itália    | 1:51.804 | FB    |
| 7    | Jennifer Egan     | IRL Irlanda   | 1:52.536 | FB    |
| 8    | Lize Broekx       | BEL Bélgica   | 1:53.113 | FBq   |
| 9    | Brigita Bakić     | CRO Croácia   | 2:00.024 |       |

Semifinal 2
| Pos. | Canoísta                | Nacionalidade     | Tempo    | Notas |
| ---- | ----------------------- | ----------------- | -------- | ----- |
| 1    | Rachel Cawthorn         | GBR Grã-Bretanha  | 1:48.028 | FA    |
| 2    | Inna Osypenko-Radomska  | AZE Azerbaijão    | 1:48.132 | FA    |
| 3    | Špela Ponomarenko Janić | SLO Eslovênia     | 1:48.358 | FA    |
| 4    | Sarah Guyot             | FRA França        | 1:50.619 | FB    |
| 5    | Verena Hantl            | GER Alemanha      | 1:52.283 | FB    |
| 6    | Eef Haaze               | NED Países Baixos | 1:52.713 | FB    |
| 7    | Lasma Liepa             | TUR Turquia       | 1:56.007 | FB    |
| 8    | Svitlana Rymkevych      | UKR Ucrânia       | 1:56.704 |       |
| 9    | Berenike Faldum         | BUL Bulgária      | 1:58.320 |       |

### Final
Final B
Os competidores desta final disputaram as posições 10 a 18.
| Pos. | Canoísta       | Nacionalidade     | Tempo    |
| ---- | -------------- | ----------------- | -------- |
| 1    | Verena Hantl   | GER Alemanha      | 2:07.071 |
| 2    | Kira Stepanova | RUS Rússia        | 2:07.601 |
| 3    | Irene Burgo    | ITA Itália        | 2:08.509 |
| 4    | Lize Broekx    | BEL Bélgica       | 2:08.829 |
| 5    | Eef Haaze      | NED Países Baixos | 2:10.188 |
| 6    | Jennifer Egan  | IRL Irlanda       | 2:11.396 |
| 7    | Begoña Lazcano | ESP Espanha       | 2:12.441 |
| 8    | Lasma Liepa    | TUR Turquia       | 2:16.028 |
| 9    | Sarah Guyot    | FRA França        | 2:19.764 |

Final A
Os competidores desta final disputaram as posições de 1 a 9, com medalhas para os três primeiros.
| Pos.              | Canoísta                | Nacionalidade    | Tempo    |
| ----------------- | ----------------------- | ---------------- | -------- |
| Medalha de ouro   | Danuta Kozák            | HUN Hungria      | 2:03.569 |
| Medalha de prata  | Yvonne Schuring         | AUT Áustria      | 2:04.708 |
| Medalha de bronze | Ewelina Wojnarowska     | POL Polônia      | 2:05.389 |
| 4                 | Volha Khudzenka         | BLR Bielorrússia | 2:05.507 |
| 5                 | Inna Osypenko-Radomska  | AZE Azerbaijão   | 2:05.583 |
| 6                 | Špela Ponomarenko Janić | SLO Eslovênia    | 2:05.754 |
| 7                 | Nikolina Moldovan       | SRB Sérvia       | 2:08.447 |
| 8                 | Rachel Cawthorn         | GBR Grã-Bretanha | 2:08.483 |
| 9                 | Teresa Portela          | POR Portugal     | 2:15.435 |